# Metro v Charkově
Metro v Charkově (ukrajinsky Харківський метрополітен, Charkivs'kyj metropoliten) zajišťuje systém tří linek podzemní dráhy pod Charkovem, druhém největším městě Ukrajiny. Jedná se o druhý nejstarší systém svého druhu v zemi a šestý v bývalém Sovětském svazu. V provozu je charkovské metro od roku 1975 a do roku 1991 neslo název Charkivskyj metropoliten imeni V. I. Lenina (Харківський метрополітен імені В. І. Леніна).
Metro má v současné době tři linky značené názvem a barvami: Cholodnohirsko-Zavodska (červená), Saltivska (modrá) a Oleksijivska (zelená). Celkem má síť délku 38,45 km a nachází se zde 30 stanic. Konstrukčně se jedná o klasické metro sovětského typu, v centru s raženými a na okraji města s hloubenými stanicemi. Saltivská linka překračuje řeku Charkov metromostem.

## Konstrukce
Charkovské metro je tzv. „těžké“ metro sovětského typu, budované se snahou o dosažení co nejvyšší přepravní kapacity. Většina úseků metra je vedena pod povrchem, pouze úsek mezi stanicí Kyjivska a Akademika Barabašova je nadzemní, kdy úsek nadjíždí řeku Charkov metromostem. Jednotlivé linky metra se nekříží přímo, ale v různých úrovních; vlaky mezi nimi mohou přejíždět pomocí manipulačních spojek, cestující přecházejí přestupními chodbami.
Typologicky patří síť metra k převážně radiálnímu typu.
Podobně jako i v jiných městech bývalého východního bloku jej tvoří tři linky uspořádané tak, že v centru města tvoří přestupní trojúhelník. Úseky pod centrální částí města jsou hluboko založené, aby byly v případě války využitelné jako protiatomové kryty pro civilní obyvatelstvo a aby se díky vibracím neničily budovy starého města.
Zatímco linka Cholodnohirsko-Zavodska překonává řeky Lopaň a Charkov v podzemí, linka Saltivska překonává řeku Charkov metromostem a poté se vrací zase pod zem.

## Historie

### Návrhy a plány
Po druhé světové válce, se z Charkova stala milionová metropole díky výstavbě nových čtvrtí a průmyslu na východě města. Již v 50. letech 20. století měl Charkov velké množství autobusových linek, rozvinutou tramvajovou a trolejbusovou síť, vybaven tehdy moderním technickým vybavením, ale tamní doprava byla často přeplněna.
Problémy pro dopravní systém tvořilo radiální uspořádání města s úzkými rovnými ulicemi, vícepodlažní zástavba, ale i velmi členitý terén s klikatými řekami, hlubokými roklemi a strmými kopci. Z tohoto důvodu nebylo možné vytvořit efektivní přestupní uzly pozemní dopravy, které by zvládly rostoucí osobní dopravu. Životní fungování města a jeho rozvoj kriticky závisel na dopravní problematice. Problém vidělo vedení města i vedení strany.
První žádost podal tehdejší první tajemník komunistické strany Ukrajiny v charkovské oblasti Nikolaj Sobol a i jeho nástupce Hryhorij Vaščenko. Přemýšlelo se o třech variantách řešení dopravního přetížení v Charkově, a to jednokolejnicovka, podpovrchová tramvaj a metro. První varianta jednokolejnicovky byla okamžitě vyřazena z důvodu obtížného terénu a úzkých uliček města. Nejdříve se sice zvažovala varianta podpovrchové tramvaje, tohle řešení se ale nelíbilo občanům Charkova a poukazovali na enormní investice a pomalou rychlost a tím malou kapacitu této varianty. Studie pro podpovrchovou tramvaj již sice byla vyhotovena, ale nakonec se Charkovprojekt rozhodl o výstavbě metra. V roce 1968 bylo uděleno povolení k výstavbě prvního úseku metra.

### Výstavba
Během roku 1968 vznikl Charkovmetroprojekt, který se staral o projektování charkovského metra a v červnu téhož roku do Charkova přijeli dělníci z Baku, Kyjeva a Donbasu.
Stavba byla nesmírně náročná hlavně kvůli půdě, nad kterou se město nachází, ta je obsahuje vodou nasycený jíl a písek, který se musel odvodnit či chemicky zmrazit. Výstavba probíhala v úseku stanic Cholodna hora a Moskovskyj prospekt (nyní Turboartom) a nejdříve se začalo stavět nedaleko stanice Pivdennyj vokzal. Souběžně i s výstavbou probíhala i architektonická soutěž, kde byli hlavně přijímány návrhy přísně utilitární a dost stanic je si podobných s prvním úsekem linky C pražského metra.
Během výstavby metra vytvořil Charkovmetroprojekt nový koncept stanice metra, a to hloubená jednolodní stanice, která se využila u stanic Moskovskyj prospekt (nyní Turboatom), Sportyvna a Centralnyj rynok. Tenhle koncept se využívá i v Kyjevě (např. Charkivska), Moskvě (např. Južnaja) a dalších ruských městech.
První úsek metra, který obsahoval stanice Vulycja Sverdlova, Pivdennyj vokzal, Centralnyj rynok, Raďanska, Prospekt Haharina, Sportyvna, Zavod imeni Malyševa a Moskovskyj prospekt společně s depem Nemyšljanske, byl otevřen 23. srpna 1975.

### První linka
Již v únoru 1975 začala výstavba prodloužení první linky z Moskovského prospektu do Proletarské (nyní Industrialna). Očekávalo se, že druhý úsek bude otevřen v roce 1979, ale stalo se tak již o rok dříve. Druhý úsek byl postaven hlavně kvůli propojení tehdejších velkých závodů, ale také nově obydlených čtvrtí nedaleko těchto závodů, celý úsek byl také hloubený. 11. srpna 1978 byl otevřen druhý úsek linky se stanicemi Komsomolska, Raďanskoji armiji, Industrialna, Traktornyj zavod a Proletarska. Také v dubnu 1979 dostala stanice Raďanska nové elektronické panely, které zobrazuje čas, který uplynul od odjezdu vlaku, a druhý panel zobrazuje samotný reálný čas, tento systém byl zde poprvé testován a instalován v samotném Sovětském svazu. Do roku 1981 se elektronické panely rozšířily do všech stanic metra.

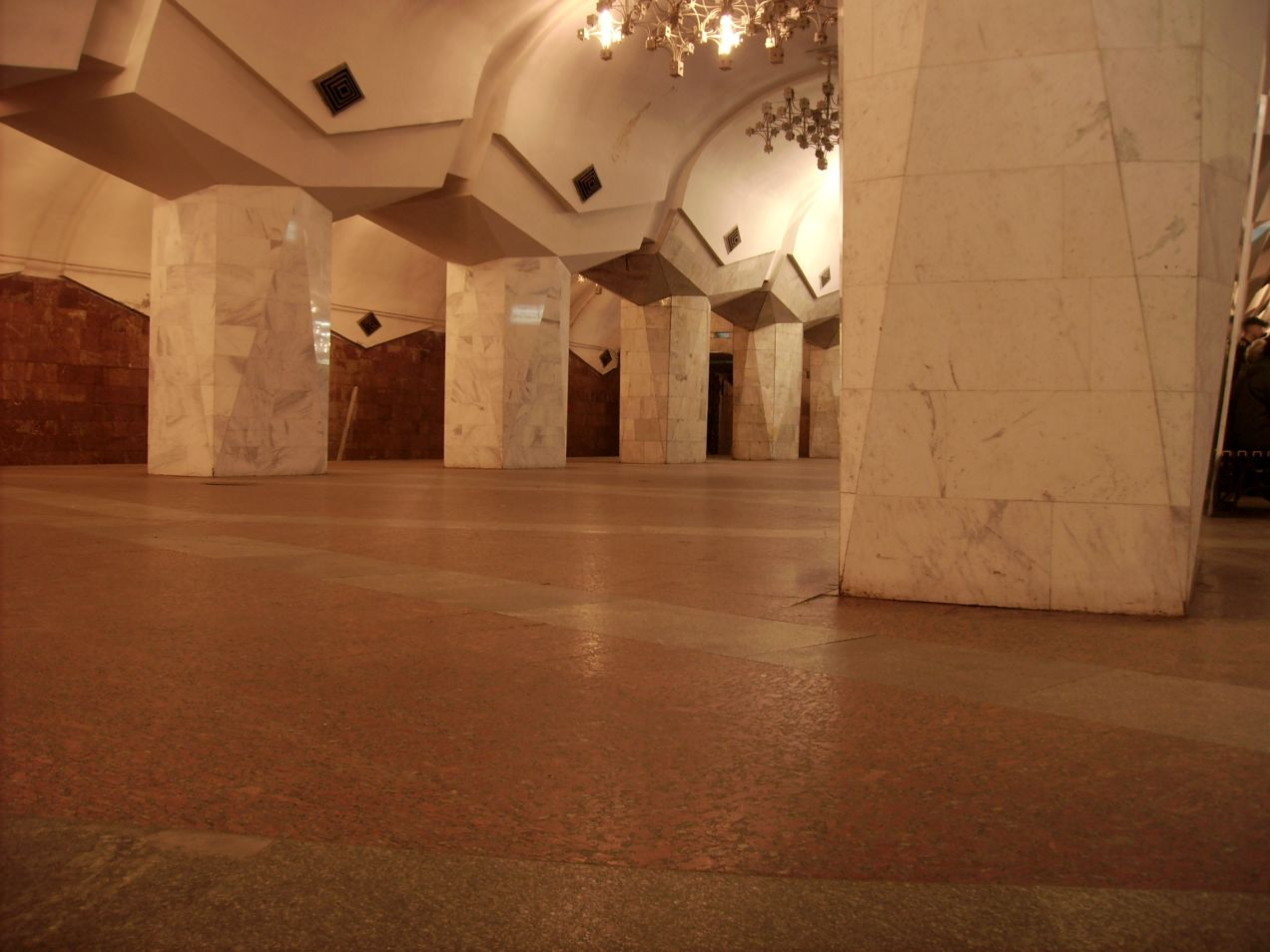
Přestupní stanice Istoryčnyj muzej na druhé lince

### Druhá linka
Po dokončení první linky se ihned začalo přemýšlet na druhé lince metra. Ta původně měla jet na sídliště Oleksijivka, ale v 70. letech se plány změnily a metro se začalo plánovat do nového a hustě zabydleného sídliště Slativske. Trať byla navržena z centra města, kde byl navržen přestup na první linku, do samotného sídliště. Také od stanice Barabašova byla plánována větev na sídliště Východní Saltivka, která zatím není realizována.
Výstavba začala v roce 1977, a to na úseku od přestupní stanice Istoryčnyj muzej do Barabašova (nyní Akademika Barabašova). Úsek je situován ve velmi obtížných geologických podmínkách, úsek měl podjíždět řeku Charkov a také se stavělo v mokrých jílovitých, písčitých a bahenních půdách. Při výstavbě se používal razicí štít z moskevského metra a musely se navíc stavět různá čerpadla a odvodňovací zařízení. Když došlo na výstavbu pod řekou Charkov, Charkovmetroprojekt usoudil po důkladném prostudování hydrogeologických poměrů oblasti a rysů městské zástavby pro vystavění metromostu nad řekou.
11. srpna 1984 se otevřel první úsek linky a obsahoval 5 stanic o délce přibližných 7 kilometrů. Úsek obsahoval přestupní stanici Istoryčnyj muzej a poté stanice Dzeržynska, Puškinska, Kyjivska a Barabašova.
Nový úsek druhé linky ale nekončil na samotném sídlišti, a tak se stavěl i druhý úsek linky od stanice Barabašova do stanice Herojiv Praci. Úsek byl většinou hloubený a vedl podél ulice Akademika Pavlova. Kvůli zpoždění materiálu byla stavba tří nových stanic a nového úseku hotova v srpnu 1986. 24. října 1986 byl otevřen druhý úsek, který obsahoval stanice Akademika Pavlova, Studentska a Herojiv Praci.

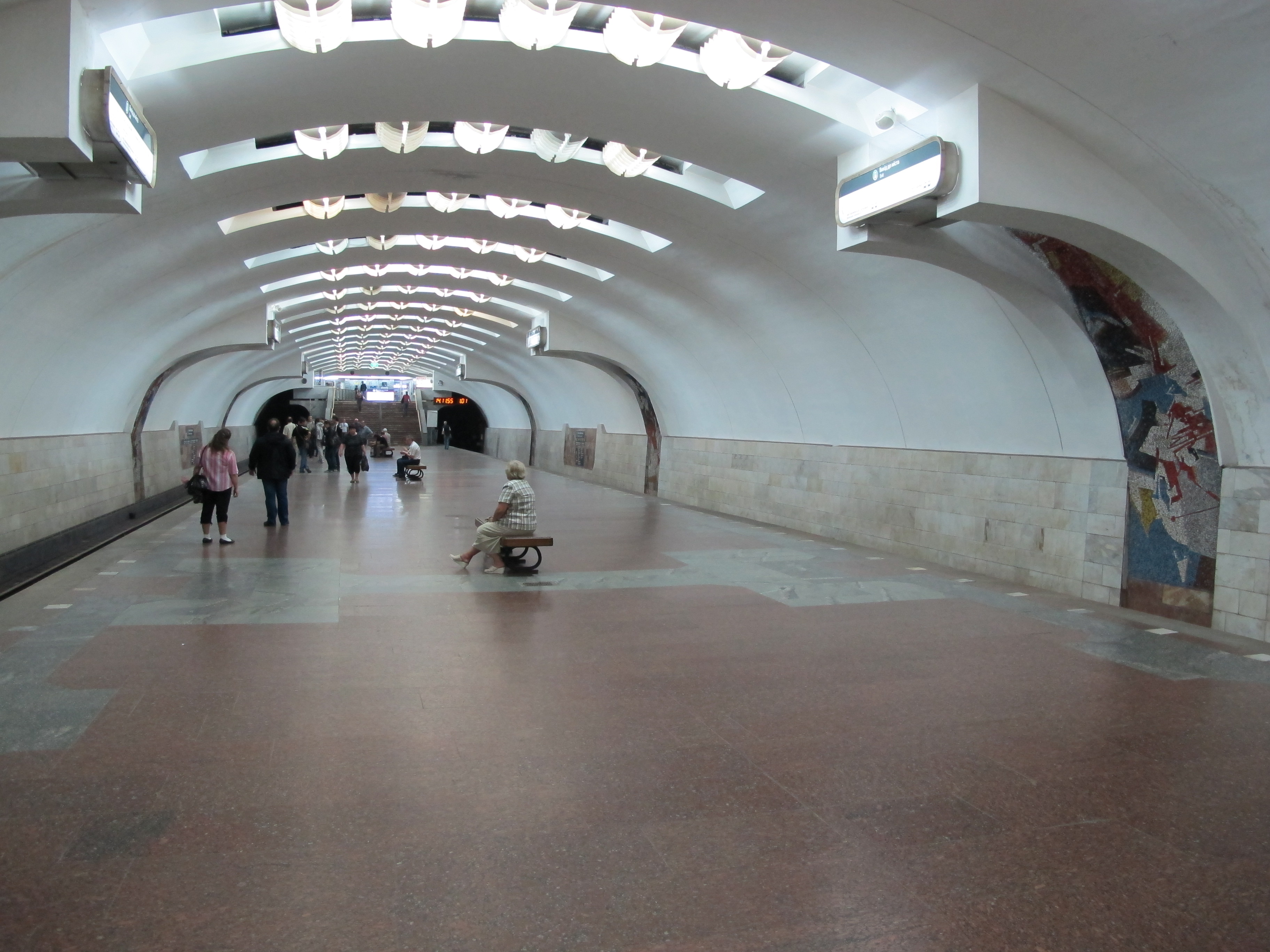
Stanice Zachysnykiv Ukrajiny na třetí lince

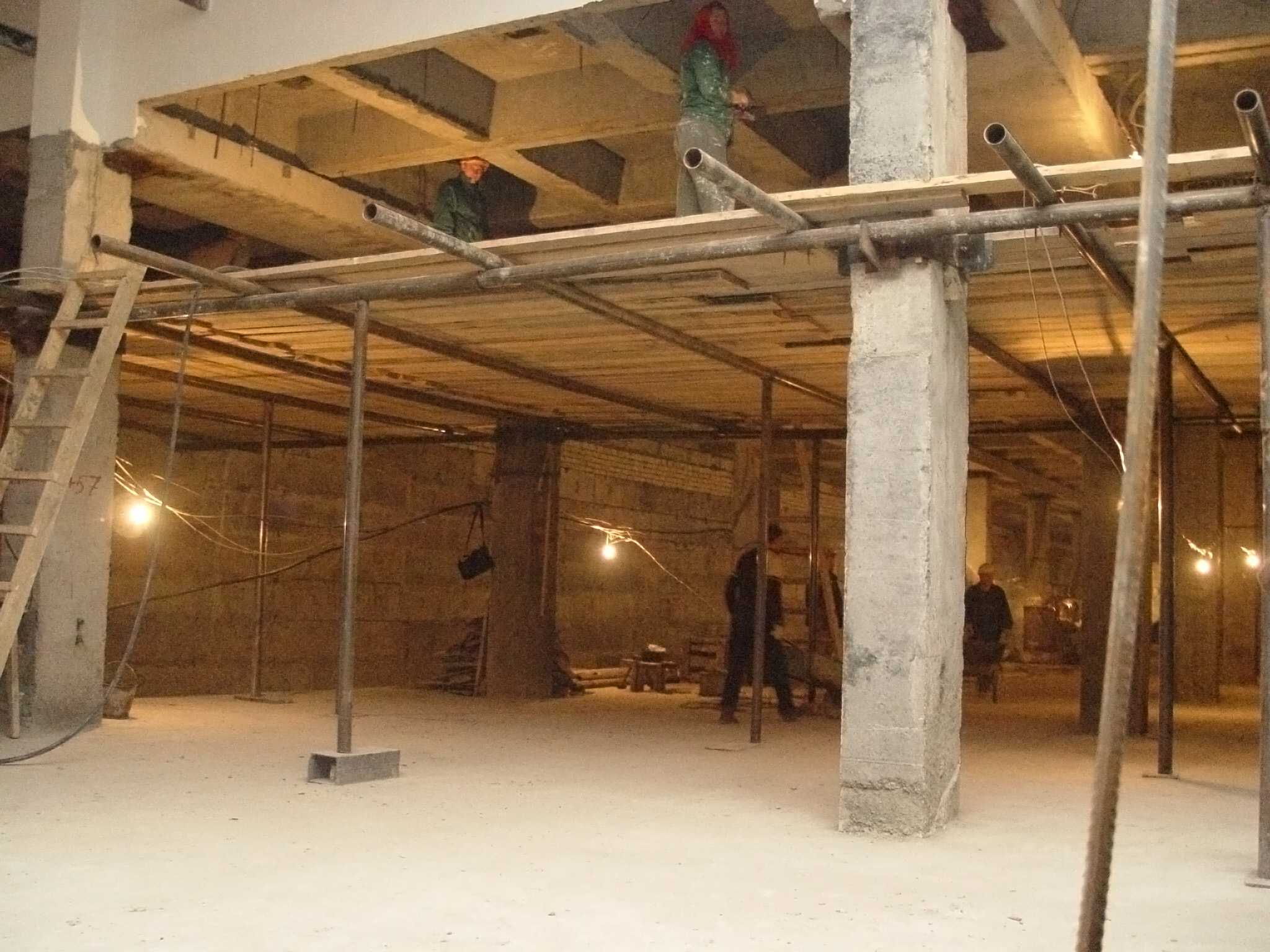
Výstavba stanice 23 Serpňa na třetí lince

### Třetí linka
Po otevření obou linek přišlo na řadu sídliště Oleksijivske. Původně se počítalo se 12 stanicemi, ale poté bylo rozhodnuto, že mezi sídlišti Pavlovo pole a Oleksijivske, kvůli malé poptávce, jedna stanice nevznikne. Nejdříve se také předpokládala výstavba šestivozových stanic; podle projektantů měl v novém století Charkov přesáhnout hranice 2 milionů obyvatel, ale z tohoto nápadu sešlo kvůli příliš vysoké ceně, a stanice byly stavěny pro pětivozové soupravy.
Výstavba začala v roce 1984 u budoucí přestupní stanice Deržprom a během následujících čtyř let se začaly stavět i ostatní stanice na novém úseku metra. Ale kvůli ekonomickým problémům, nedostatku materiálu a rozpadu sovětského svazu se otevření linky odložilo o tři roky.
6. května 1995 se otevřel první úsek linky, který obsahoval 5 stanic o délce přibližných 5 kilometrů. Úsek obsahoval přestupní stanici Metrobudivnykiv a poté stanice Plošča Povstanňa, Architektora Beketova, Deržprom (také přestupní) a Naukova.
Další prodloužení o dvě stanice do čtvrti Pavlovo pole se zbrzdilo o osm let, důvody opoždění byla hlavně finanční krize v Charkovmetroprojektu a silné povodně v roce 1995. Výstavba prodloužení byla stavěna v suchých jílech, které urychlovali stavbu, která se výrazně zrychlila okolo roku 2000. 21. srpna 2004 byl nový úsek otevřen a obsahoval dvě stanice, a to Botaničnyj sad a 23 Serpňa, které hlavně obsluhovaly sídliště Pavlovo pole. Otevření se zúčastnil i tehdejší ukrajinský prezident Leonid Kučma.
Po otevření druhého úseku linky se rozhodlo o otevření posledních dvou stanic samostatně. Stanice Oleksijivska měla být otevřena v roce 2007, kvůli politické krizi na Ukrajině, postupného propuštění mnoha lidí z podniku a nedostatkem financí se stanice otevřela v roce 2010.

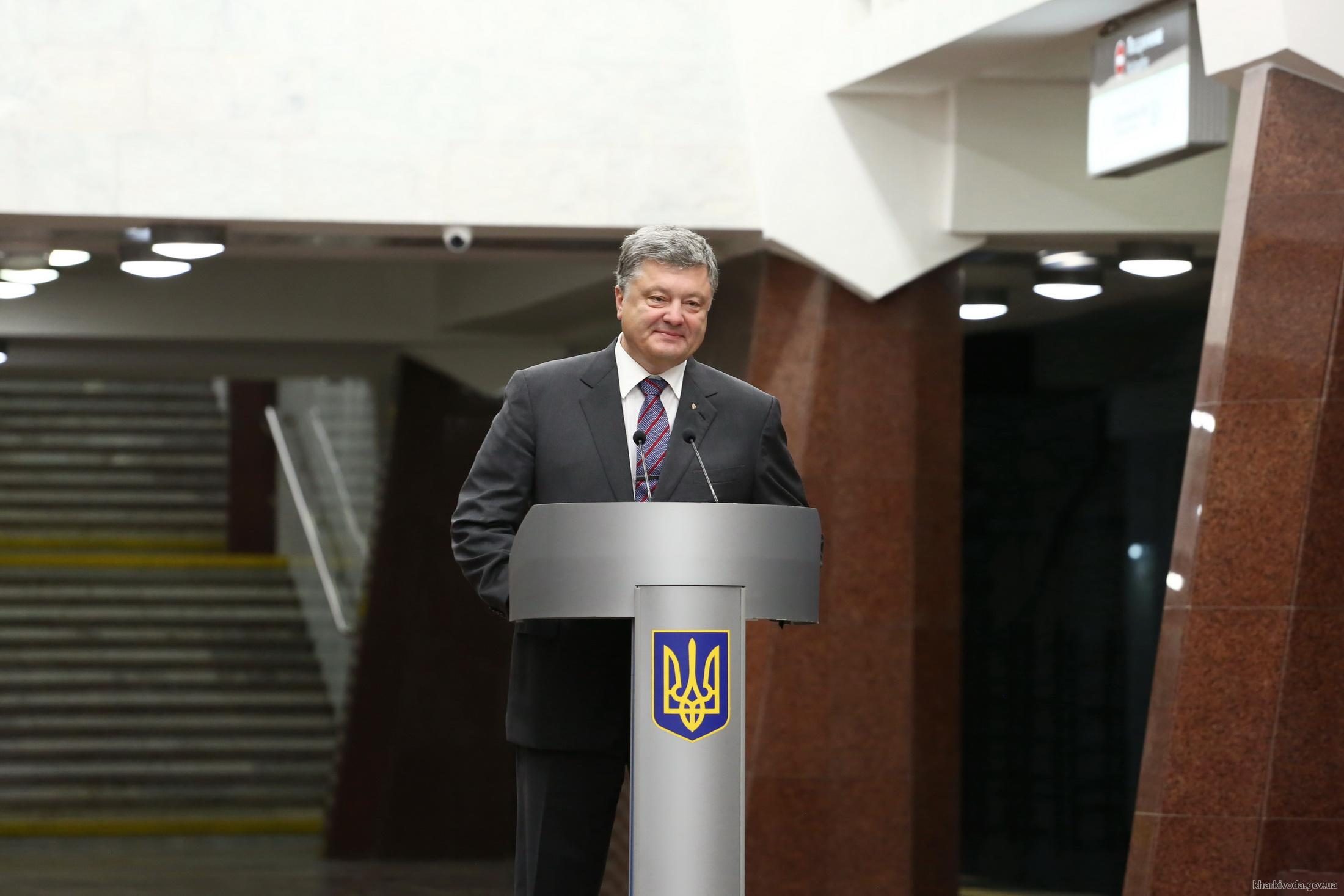
Ukrajinský prezident Petro Porošenko při otevření stanice Peremoha v roce 2014

Po otevření stanice Oleksijivska byla v roce 2011 vykopána jáma pro budoucí stanici Peremoha. Stylizované motivy ve stanici upomínají na boje druhé světové války. Stanice měla být otevřena na den vítězství 2012. Pro nedostatek financí byla ale v roce 2011 stavba zastavena. Prezident Ukrajiny Petro Porošenko při osobní návštěvě stavby slíbil dodání financí na projekt, a v dubnu 2015 se práce znovu rozjely. Otevření stanice proběhlo 19. srpna 2016, rovněž za účasti prezidenta Porošenka.

### Zajímavosti
- Metromost se nachází mezi stanicemi Kyjivska a Akademika Barabašova na lince Saltivska. Most překračuje řeku Charkov a je zcela uzavřen bez oken, aby se zachovalo proudění vzduchu.
- Metro vede pod 3 řekami Charkov, Lopan a Saržinka.
- Čínský výrobce CRRC Tangshan vybrán jako vítěz kontraktu na dodávku osmi pětivozových souprav pro charkovské metro v roce 2020, s dodávkou na rok 2022.
- Na rozdíl od kyjevského metra nebylo charkovské metro privatizováno a zůstalo tak ve vlastnictví města.

## Architektura
První etapa metra, která se začala budovat v roce 1968, měla vzhled stanic přísně utilitární a dost stanic si je podobných s prvním úsekem linky C pražského metra. I přes přísně utilitární vzhled stanic je každá stanice jedinečná, na první lince byl hojně využíván bílý, šedý a hnědý mramor a stanice druhého úseku, jako například Armijska, byli stylizovány jako symbol vítězství a triumfu Sovětského svazu v druhé světové válce. Druhá linka byla navržena na velký objem cestující a vzhled stanic zůstal přísně utilitární a byl znova hojně využíván bílý a šedý mramor. Třetí linka byla budována během konce Sovětského svazu a počátku Ukrajiny. Stanice obsahovaly mozaiky (Zachysnykiv Ukrajiny), byly více barevnější (23 Serpňa, Botaničnyj sad a Architektora Beketova) a byly stylizovány dle budov v okolí stanice či historie města. Stanice Oleksijivska a Peremoha měli menší a utilitárnější výzdobu než ostatní stanice na třetí lince.
Celková kompozice stanic metra byla v centru města řešena zabudováním výstupů metra do někdy zastřešeného samostatného výstupu. Na vstupy do stanic dále navazují vestibuly, umožňující i drobný obchod. Od počátku byl kladen důraz na to, aby vestibuly byly esteticky vyvážené. Plní totiž nejenom funkci přístupovou, ale v řadě případů se uplatňují i jako podchody (Imeni O. S. Maselskoho, Industrialna, Akademika Pavlova).

## Linkové vedení
Síť obsahuje tři linky o délce 38,4 km, na kterých se nachází 30 stanic.
Každá linka má svou vlastní trať, v žádném úseku není vedeno více linek. Přestup je možný v šesti stanicích: Sportyvna, Majdan Konstytuciji, Istoryčnyj muzej, Universytet, Metrobudivnykiv a Deržprom, které tvoří vrcholy „přestupního trojúhelníku“ pod centrem města. Přestupní stanice mají každá svůj název, stejně jako v Kyjevě. Soupravy mohou přejíždět mezi všemi linkami, to využívá hlavně linka Oleksijivska, která zatím nemá své vlastní depo.

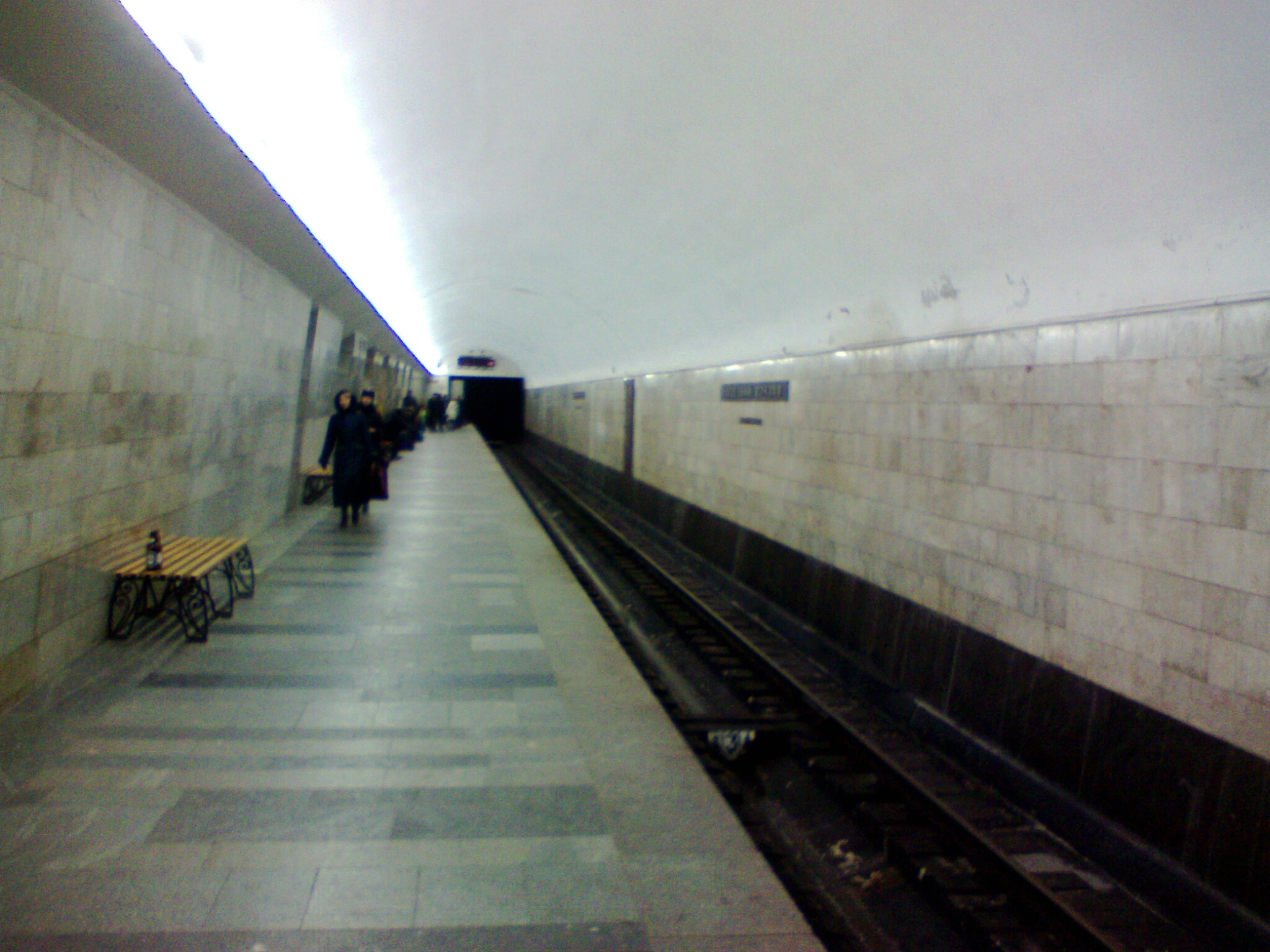
Stanice Vokzalna pojmenována po železniční stanici Charkiv-Pasažyrskyj

| # | Název                   | Rok otevření | Délka   | Počet stanic |
| - | ----------------------- | ------------ | ------- | ------------ |
| 1 | Cholodnohirsko-Zavodska | 1975         | 17,3 km | 13           |
| 2 | Saltivska               | 1984         | 10,3 km | 8            |
| 3 | Oleksijivska            | 1995         | 10,9 km | 9            |
|   | Celkem:                 |              | 38,4 km | 30           |

### Cholodnohirsko-Zavodska –⁠ M1
Cholodnohirsko-Zavodska je nejstarší linkou systému, vede ze sídliště Cholodna hora až do industriální zóny města a je označena červenou barvou. Její první úsek byl otevřen v roce 1975 mezi stanicemi Cholodna hora a Turboatom. Na lince se nachází 13 stanic a je dlouhá 17,3 km. Linka se rozšiřovala dále na východ do stanice Industrialna. Přestupní stanice linky jsou Sportyvna a Majdan Konstytuciji.

### Saltivska –⁠ M2

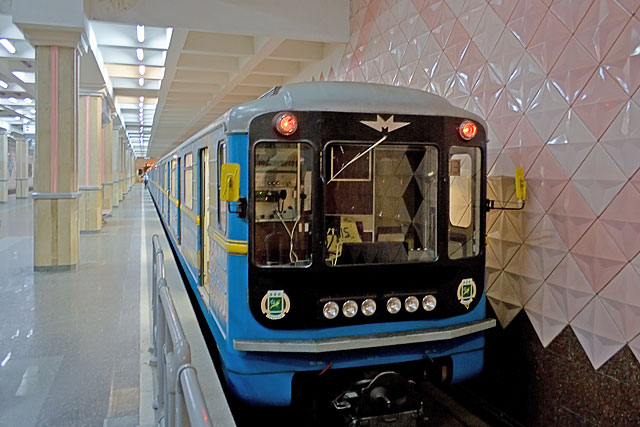
Souprava metra 81-71 ve stanici 23 Serpňa

Saltivska je druhou nejstarší linkou systému, vede z centra Charkova na sídliště Saltivka a Pisky a je označena modrou barvou. Její první úsek byl otevřen v roce 1984 mezi stanicemi Istoryčnyj muzej a Akademika Barabašova. Na lince se nachází 8 stanic a je dlouhá 10,3 km. Linka se dále rozšiřovala na sever do stanice Herojiv Praci. Linka je jediná, která překonává řeku Charkov metromostem. Přestupní stanice linky jsou Istoryčnyj muzej a Universytet.

### Oleksijivska –⁠ M3
Oleksijivska je nejnovější linkou systému, která vede z Balašovky, přes centrum do sídliště Pavlove pole a Oleksijivka a je označena zelenou barvou. Její první úsek byl otevřen v roce 1995 mezi stanicemi Metrobudivnykiv a Naukova. Na lince se nachází 9 stanic a je dlouhá 10,9 km. Linka se rozšiřovala dále na severozápad do stanice Peremoha. Přestupní stanice linky jsou Metrobudivnykiv a Deržprom.

## Vozový park
Celkový vozový park metra k roku 2019 je 307 vozů. Celá síť je obsluhována dvěma depy s názvy Nemyšljanske a Saltivske a v budoucnu také novým depem Oleksijivske.
20. června 2022 dopadlo v důsledku rusko-ukrajinské války dopadlo na depo Nemyšljanske několik raket, které zničily celé depo pár souprav typu Ež, Em, 81-71 a technický vůz typu D.

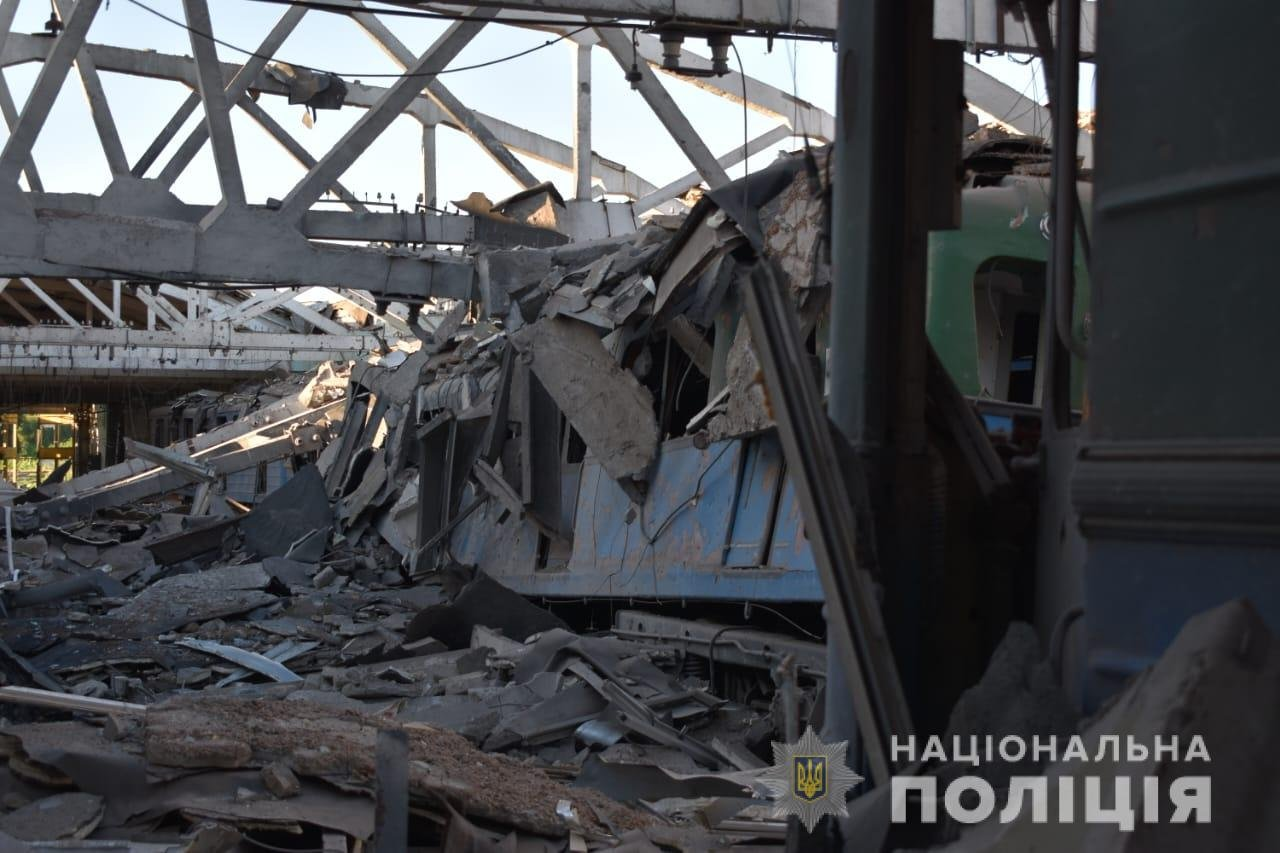
Uschovaná souprava metra typu D v depu Nemyšljanske po raketovém útoku

### Typy souprav
Dopravu zajišťují pětivozové soupravy typu 81-71, Ež a Em. Soupravy Ež a Em jezdí na Cholodnohirsko-Zavodské lince a různé typy souprav 81-71 na všech třech linkách. Na Saltivské lince také jezdí zrekonstruované vozy typu Ež a Em, které jsou prakticky identické s rekonstruovanými soupravami E-KM v Kyjevě. Na Cholodnohirsko-Zavodské lince jezdí zrekonstruované vozy typu 81-71.

### Délka souprav
Vozy jsou spojeny do souprav; ty mohou být až pětivozové, protože stanice jsou stavěny pro pětivozové soupravy. Původně se na Oleksijivské lince počítalo až s šestivozovými soupravami, z tohoto nápadu ale sešlo z důvodu vysokých nákladů na výstavbu dlouhých nástupišť.

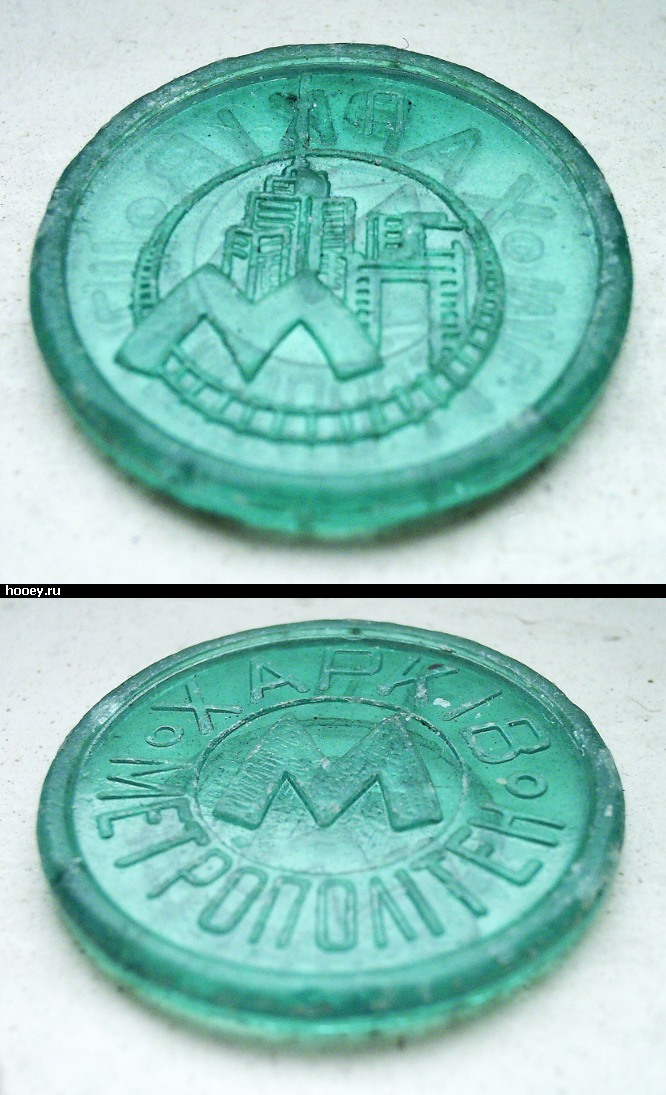
Žetony charkovského metra byly používany až do roku 2012

## Odbavovací systém
V Charkovském metru se používají turnikety pro vstup i výstup ze stanice. Cestující otevírá turniket pomocí předplacené karty, nebo lístku s čárovým kódem. Jízdné je 8 hřiven a dá se koupit u automatů a nebo přímo bezkontaktně u turniketů. Do roku 2012 se v metru používaly žetony, které nahradily papírové lístky, které se často padělaly.

### Ceny jízdného
Při spuštění metra, jízdné stálo 5 kopějek, do rozpadu Sovětského svazu se cena zvýšila na 15 kopějek. Po rozpadu Sovětského svazu se cena zvyšovala a v roce 2009 lístek stál již 1 hřivnu. Od roku 2011 se každým rokem se cena přibližně zvyšovala o jednu hřivnu. Nejvyšší cena byla 8 hřiven za lístek a platil od roku 2019. Od začátku ruské invaze na Ukrajinu, bylo metro nejdříve zastaveno a využíváno jako kryt, později se ale metro znovu rozjelo, vstup a jízda je nyní zdarma.

## Provoz
Metro jezdí od 5:30 ráno až do 21:30. Stanice jsou navrženy na provoz s pětivozovými soupravami, které jsou nasazovány na všechny tři linky. Maximální provozní rychlost v tunelech je 80 km/h, metro dosahuje průměrné rychlosti 35 km/h.
Intervaly mezi všemi třemi linkami ve špičce jsou jedna a půl až tři minuty, mimo špičku až pět minut a po 21. hodině až patnáct minut.

## Infrastruktura

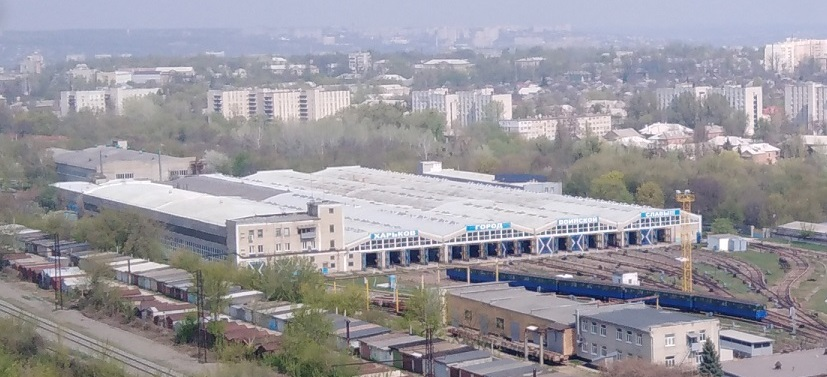
Depo Nemyšljanske před rokem 2022 se soupravou typu Ež v pozadí

### Depa
Charkovské metro má dvě depa; Nemyšljanske, otevřené v roce 1975 sloužící pro Cholodnohirsko-Zavodskou a Oleksijivskou linku a Saltivske, otevřené v roce 1984 sloužící pro Saltivskou linku. V budoucnu přibude depo Oleksijivske na Oleksijivské lince.

### Eskalátory
Eskalátory jsou základním zařízením metra, nezbytným pro fungování hlavně hluboce založených stanic. V charkovském metru se nachází 47 eskalátorů ve 13 stanicích.

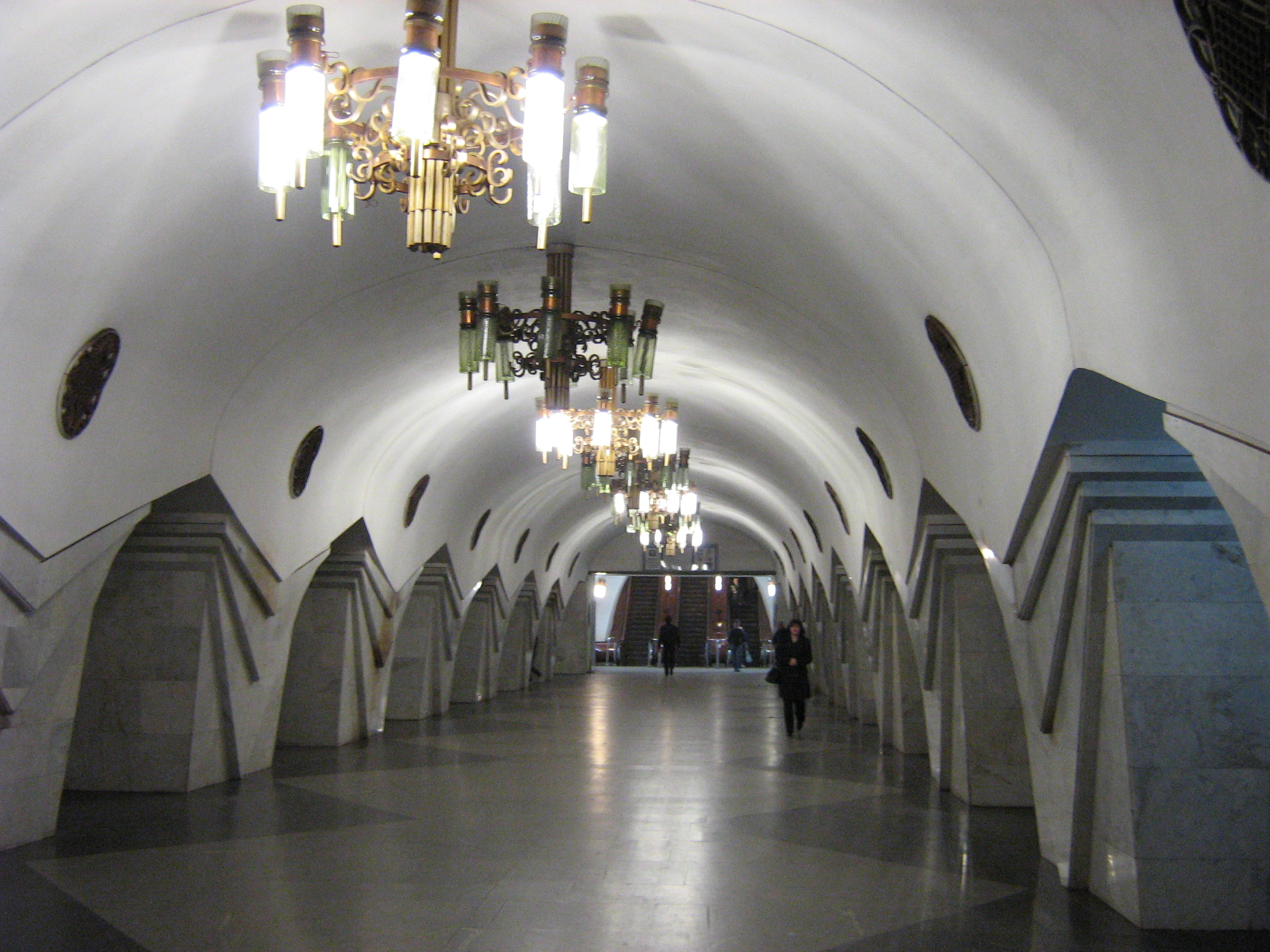
Stanice Jaroslava Mudroho, v pozadí jdou vidět eskalátory sovětské výroby

Jelikož metro bylo stavěno během socialismu, byly použity jednak delší, hlubinné (ze staniční střední lodi do vestibulu u hluboko založených ražených stanic na všech linkách) eskalátory sovětské výroby. Novější eskalátory nebyly instalovány jelikož většina nových úseků budovaných během ukrajinského režimu bylo hloubených a nacházelo se nízko pod zemí.
Nejhlubší stanice metra je Jaroslava Mudroho, která se nachází 30 metrů pod povrchem.

### Pokrytí signálem
Od roku 2018 a 2019 operátoři Kyjivstar a Vodafone v charkovském metru začali poskytovat služby 4G. Mezi úsekem Kyjivska a Akademika Barabašova na metromostu lze chytit signál všech operátorů na Ukrajině.

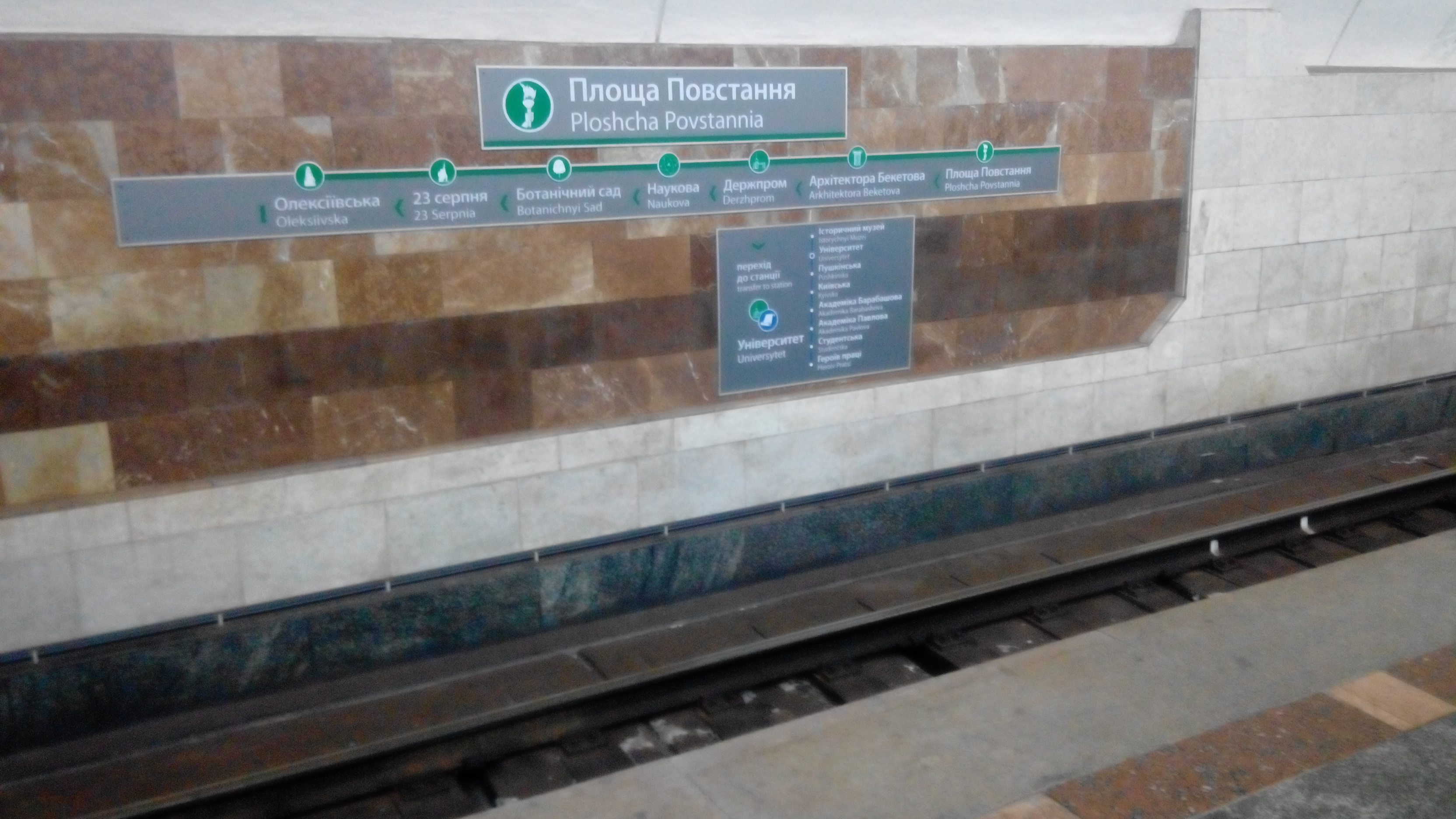
Stanice Zachysnykiv Ukrajiny (dříve Plošča Povstanňa) s novým designem a nápisy v ukrajinštině a angličtině

## Jazyk
V Sovětském svazu bylo běžné, že na území převážně neruských oblastí byla právě ruština preferována jako sjednocovací jazyk. Jinak tomu také nebylo v Charkově, kdy celý systém metra fungoval výhradně v ruštině. Každopádně na kolejových zdech stanic první linky byly názvy stanic plně v ukrajinštině, ty ale byly zrušeny během rusifikace v 80. letech. V druhé polovině 80. let se ale začaly objevovat i poruštěné názvy stanic v ukrajinštině a dvojjazyčné hlášení. Po rozpadu Sovětského svazu byla dokonce ruština vytlačena zcela.
Díky pořádání Eura v roce 2012 se objevily názvy přepsané do latinky a dvojjazyčné hlášení v ukrajinštině a angličtině.

### Přejmenovávání stanic
Metro bylo budováno za doby Sovětského svazu, a tím pádem množství stanic bylo pojmenováno po sovětských či ruských osobnostech a událostech. Hned po revoluci se přejmenovala přestupní stanice Dzeržynska na Universytet. Poté se postupně přejmenovávaly stanice (např. Komsomolska na Maršala Žukova). Během dekomunizace Ukrajiny v roce 2016 se změnil název šesti stanicím:
| Dřívější název                         | Dnešní název                             |
| -------------------------------------- | ---------------------------------------- |
| Raďanská (sověti)                      | Majdan Konstytuciji (Náměstí Konstituce) |
| Maršala Žukova (Gregorij Žukov)        | Palac Sportu                             |
| Raďanskoji armiji (Rudá armáda)        | Armijska                                 |
| Proletarska (Proletáři)                | Industrialna                             |
| Plošča Povstanňa (Charkovské povstání) | Zachysnykiv Ukrajiny (Obránci Ukrajiny)  |
| Metrobudivnykiv imeni H. I. Vaščenka   | Metrobudivnykiv                          |

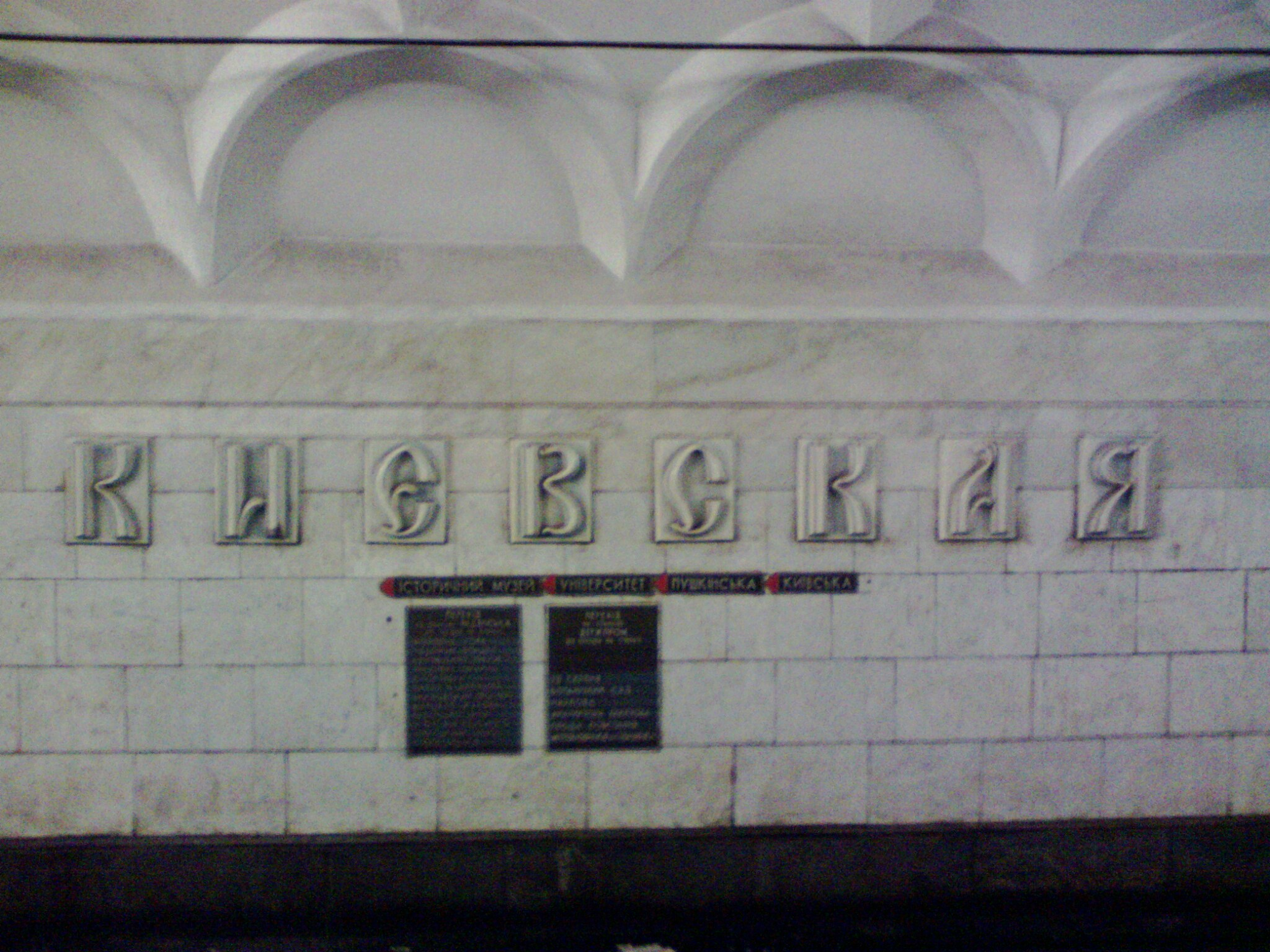
Ruský název Kyjevskaja, který byl v září 2023 nahrazen názvem Kyjivska v ukrajinštině

V roce 2019 se ještě přejmenovala stanice Moskovskyj porspekt na Turboatom. V roce 2023 byl ve stanici Kyjivska vyměněn ruský název Kyjevskaja na Kyjivska nacházejicí se na kolejové zdi.
26. dubna 2024 se stanice Pivdennyj vokzal a Puškinska přejmenovaly na Vokzalna a Jaroslava Mudroho.